# نزاع هونغ كونغ وبر الصين الرئيسي

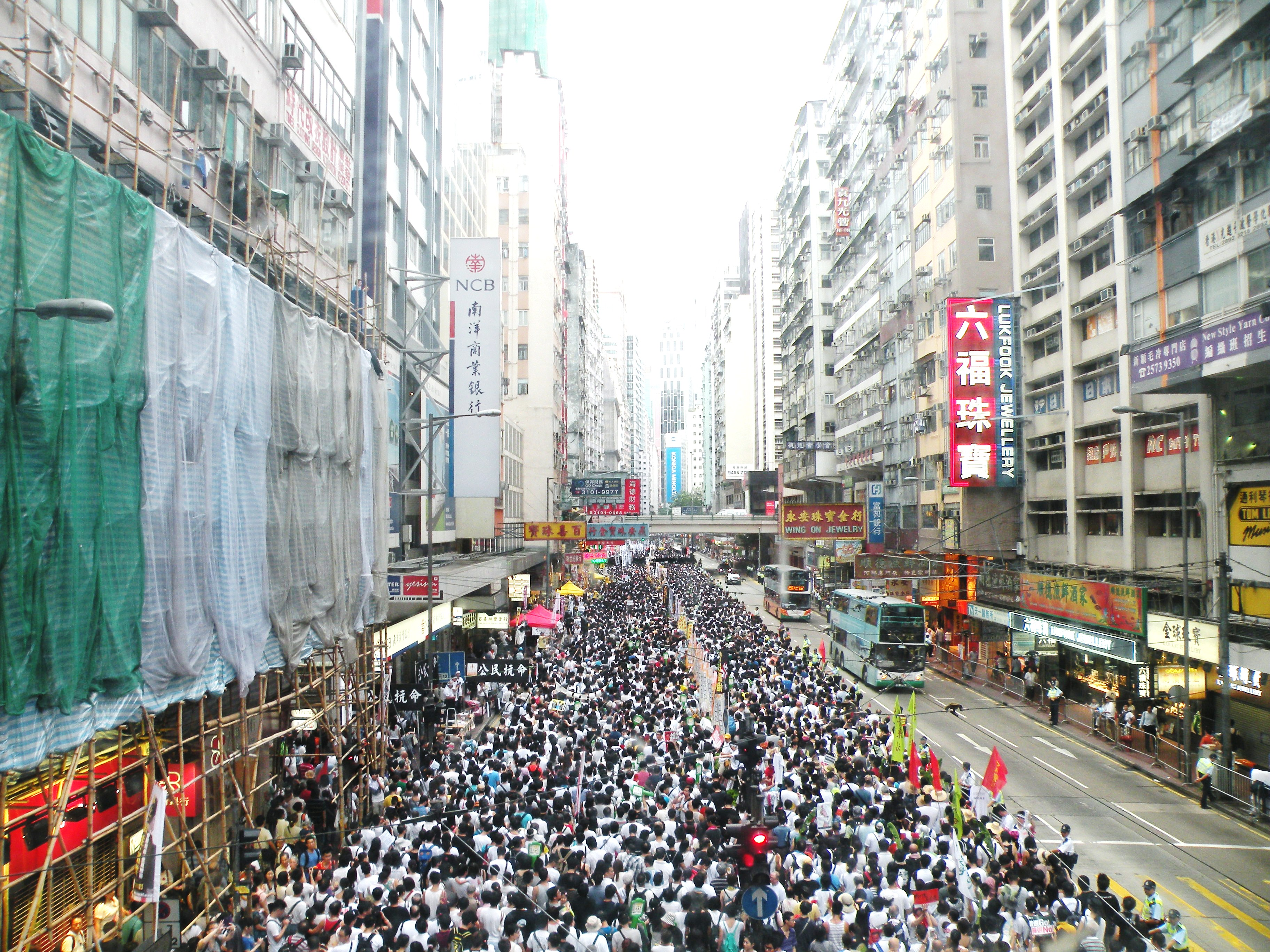

كانت العلاقات بين شعبي هونغ كونغ وبر الصين الرئيسي متوترة نسبيًا منذ أوائل القرن الحادي والعشرين. ساهمت عوامل مختلفة بذلك التوتر، بما في ذلك التفسيرات المختلفة لمبدأ «دولة واحدة ونظامان»؛ وسياسات هونغ كونغ والحكومات المركزية لتشجيع زوار البر الرئيسي لهونغ كونغ؛ والبيئة الاقتصادية المتغيرة. على نطاق أوسع، هناك استياء تجاه تقارب أو هضم البر الرئيسي لهونغ كونغ، والتدخل المحسوس من بر الصين الرئيسي في الشؤون هونغ كونغ الداخلية.

## خلفية
كانت هونغ كونغ محكومة في الأصل من قبل الصين حتى عهد أسرة تشينغ عام 1842 عندما تنازلت معاهدة نانكينغ عن الجزيرة للإمبراطورية البريطانية وتوسعت هونغ كونغ لاحقًا لتشمل شبه جزيرة كولون في عام 1860 بعد حرب الأفيون الثانية وفيما بعد بموجب اتفاقية تمديد إقليم هونغ كونغ في عام 1898 لاستئجار الأراضي الجديدة. من عام 1941 إلى عام 1945، احتلتها الإمبراطورية اليابانية.
في عام 1972، بعد تغيير مقعد الصين في الأمم المتحدة، طالبت جمهورية الصين الشعبية، التي تأسست عام 1949 بعد حرب أهلية طويلة، بإزالة هونغ كونغ من قائمة الأمم المتحدة للأقاليم غير المتمتعة بالحكم الذاتي، وبالتالي حرمان هونغ كونغ من حقها في الاستقلال. حدد الإعلان الصيني البريطاني المشترك الصادر في ديسمبر 1984 شروط نقل سيادة هونغ كونغ من المملكة المتحدة إلى جمهورية الصين الشعبية، والتي اختتمت بحفل تسليم خاص في 1 يوليو 1997.
تضمنت الشروط المتفق عليها بين الحكومات بشأن النقل سلسلة من الضمانات للحفاظ على الأنظمة الاقتصادية والسياسية والقانونية المختلفة في هونغ كونغ بعد النقل، ومواصلة تطوير النظام السياسي في هونغ كونغ بهدف إقامة حكومة ديمقراطية. حُددت هذه الضمانات في الإعلان الصيني البريطاني المشترك وكُرست في القانون الأساسي شبه الدستوري لهونغ كونغ. في البداية، كان العديد من سكان هونغ كونغ متحمسين لعودة هونغ كونغ إلى الصين.
ومع ذلك، نشأ التوتر بين سكان هونغ كونغ والبر الرئيسي، ولا سيما الحكومة المركزية، منذ عام 1997، وخاصة في أواخر العقد الأول من القرن الحادي والعشرين وأوائل العقد الثاني من القرن الحادي والعشرين. السياسات المثيرة للجدل مثل مخطط الزيارة الفردية وخط سكة حديد غوانغتشو-شينزين-هونج كونج السريع كانت من النقاط المحورية للاستياء. يجادل البعض (عام 2011) أنه منذ فشل حكومة هونغ كونغ في فرض التشريع لتنفيذ المادة 23 من القانون الأساسي، تغير نهج بكين النسبي في التعامل مع هونغ كونغ بشكل كبير. يرى هذا الرأي أن إستراتيجية جمهورية الصين الشعبية تهدف إلى محاولة حل الحدود بين هونغ كونغ وبقية الصين. تبنى بعض ممثلي حكومة بر الصين الرئيسي خطابًا قويًا بشكل متزايد يُنظر إليه على أنه يهاجم الأنظمة السياسية والقانونية في هونغ كونغ. بشكل رسمي أكثر، أصدرت الحكومة المركزية الشعبية تقريرًا في عام 2014 يؤكد أن القضاء في هونغ كونغ يجب أن يكون تابعًا للحكومة وليس مستقلًا عنها. يضمن القانون الأساسي والإعلان الصيني البريطاني المشترك تطوير النظام الانتخابي في هونغ كونغ نحو الاقتراع العام، لكن الأجزاء المؤيدة للديمقراطية في المجلس التشريعي رفضت التقدم التدريجي. بحلول الوقت الذي تدخلت فيه الحكومة المركزية برؤية، كان ما يسمى بعموم الديموقراطيين قد تبنوا إستراتيجية الكل أو لا شيء التي أفسدت أي أمل في إحراز تقدم في الوقت المناسب للانتخابات في 2008-2018.
تتمتع هونغ كونغ بقيم ثقافية دولية أكثر من ماضيها كمستعمرة بريطانية ومدينة دولية، وفي الوقت نفسه احتفظت بالعديد من القيم الثقافية الصينية التقليدية، ما يجعلها في تناقض صارخ مع ثقافة أجزاء كثيرة من بر الصين الرئيسي، حيث يوجد العديد من الثقافات الدولية. لم تتجذر القيم أبدًا وتخلصت من العديد من القيم الثقافية التقليدية بعد الثورة الثقافية. هونغ كونغ هي أيضًا مجتمع متعدد الأعراق مع قيم ثقافية مختلفة فيما يتعلق بالعرق واللغات والثقافات لتلك التي تحتفظ بها الحكومة الصينية والعديد من سكان البر الرئيسي. باعتبارها اقتصادًا متطورًا للغاية مع مستوى معيشي مرتفع، فإن ثقافة هونغ كونغ لها قيم مختلفة فيما يتعلق بالنظافة واللياقة الاجتماعية مقارنة ببر الصين الرئيسي. تعتبر الاختلافات الثقافية والاقتصادية على نطاق واسع السبب الرئيسي للصراع بين هونغ كونغ والبر الرئيسي للصين. تسببت الاختلافات بين سكان هونغ كونغ وسكان البر الرئيسي، مثل اللغة، فضلًا عن النمو الكبير في عدد زوار البر الرئيسي، في حدوث توتر. منذ تنفيذ مخطط الزيارة الفردية في 28 يوليو 2003، زاد عدد زوار البر الرئيسي من 6.83 مليون في عام 2002 إلى 40.7 مليون في عام 2013، وفقًا للإحصاءات التي قدمها مجلس السياحة في هونغ كونغ. يتعلق الصراع بقضايا تتعلق بتخصيص الموارد بين سكان البر الرئيسي وسكان هونغ كونغ في قطاعات مختلفة، مثل الرعاية الصحية والتعليم.

## حوادث

### جدل دولش آند غابانا
في 5 يناير 2012، ذكرت صحيفة آبل ديلي أن مواطني هونغ كونغ فقط قد مُنعوا من التقاط صور لعروض دولش آند غابانا في كل منافذ الأزياء في هونغ كونغ، ما أثار المشاعر المناهضة لسكان البر الرئيسي. أكد الموظفون وأفراد الأمن في متجرهم الرئيسي على طريق كانتون أن منطقة الرصيف بالخارج كانت ملكية خاصة حيث كان التصوير ممنوعًا. أثارت هذه الإجراءات احتجاجات امتدت لعدة أيام واكتسبت تغطية إخبارية دولية في 8 يناير. نقلًا عن حالة زهو جويغينغ، وهو مسؤول في نانجينغ حدد المواطنون الصينيون أسلوب حياته المرتفع باستخدام صور الإنترنت، تكهنت التقارير الإخبارية المحلية بأن حظر صور دولش آند غابانا ربما فُرض بناءً على طلب بعض المسؤولين الحكوميين الصينيين الأثرياء. ومن يخشى أن تتداول صورهم في المتجر ويذكي مزاعم الفساد والتحقيقات في مصدر ثروتهم.

### كونغ تشينغ دونغ يُطلق على سكان هونغ كونغ لقب الكلاب الشائخة
في أوائل عام 2012، أطلق كونغ تشينغ دونغ، الأستاذ في جامعة بكين، على سكان هونغ كونغ لقب الكلاب الشائخة في أعقاب الجدل الدائر حول طفل صيني من البر الرئيسي يأكل في مترو الأنفاق في هونغ كونغ. أثارت لغة كونغ القوية الاحتجاجات في هونغ كونغ.

### الأعمال الموازية في هونغ كونغ
منذ عام 2012، كانت هناك زيادة في التجار الموازيين من البر الرئيسي القادمين إلى الأجزاء الشمالية من هونغ كونغ لاستيراد البضائع وتصديرها إلى البر الرئيسي. تشمل المنتجات التي تحظى بشعبية بين هؤلاء التجار حليب الأطفال والمنتجات المنزلية. نتيجة لنقص مسحوق الحليب في هونغ كونغ لفترة طويلة، فرضت الحكومة قيودًا على كمية صادرات الحليب المجفف من هونغ كونغ. اعتبارًا من 1 مارس 2013، يُسمح لكل شخص فقط بعبوتين، أو 1.8 كيلوغرام من مسحوق الحليب لكل رحلة في المترو وعبر الحدود. علاوة على ذلك، نظرًا لأن الأماكن الشمالية مثل شيونغ شوي أصبحت مراكز معاملات التجار، فقد أدى ذلك إلى استياء السكان القريبين.

### ملاذ الأطفال في هونغ كونغ
حتى عام 2012، كان عدد الأطفال الرضع في هونغ كونغ يتزايد. كانت النساء الحوامل في البر الرئيسي يسعين إلى الولادة في هونغ كونغ، على وجه التحديد للاستفادة من حق الإقامة وبالتالي القدرة على التمتع بالرعاية الاجتماعية في المدينة. أعرب مواطنو هونغ كونغ عن مخاوفهم من أن النساء الحوامل والأطفال الذين يجلسون في منازلهم يضعون عبئًا ثقيلًا على النظام الطبي في هونغ كونغ. حتى أن بعضهم أطلق على سكان البر الرئيسي اسم الجراد بسبب انتزاع موارد هونغ كونغ من السكان المحليين. حدثت أكثر من 170 ألف ولادة جديدة حيث كان كلا الوالدين من سكان البر الرئيسي بين عامي 2001 و2011، منها 32,653 مولودًا في عام 2010. كان أول إعلان عام لسي ليونغ حول السياسة بصفته الرئيس التنفيذي المنتخب هو فرض حصة صفرية على الأمهات اللواتي يلدن في هونغ. كونغ. وأكد ليونغ كذلك أن أولئك الذين لم يفعلوا ذلك قد لا يتمكنون من تأمين حق الإقامة لأبنائهم في هونغ كونغ. يعبر العديد من هؤلاء الأطفال الحدود للذهاب إلى المدرسة؛ هناك ما يقرب من 28 ألف تلميذ يعبر الحدود يوميًا ليذهبوا إلى المدرسة في هونغ كونغ لكنهم يعيشون في بر الصين الرئيسي.